# Anomala foliacea
Anomala foliacea är en skalbaggsart som beskrevs av Ohaus 1916. Anomala foliacea ingår i släktet Anomala och familjen Rutelidae. Inga underarter finns listade i Catalogue of Life.